# Kvarntjärnen (Hotagens socken, Jämtland)
Kvarntjärnen är en sjö i Krokoms kommun i Jämtland och ingår i Indalsälvens huvudavrinningsområde. Kvarntjärnen ligger i Gråberget-Hotagsfjällen Natura 2000-område.